# Psychotria nilgiriensis
Psychotria nilgiriensis är en måreväxtart som beskrevs av Debendra Bijoy Deb och M.G.Gangop.. Psychotria nilgiriensis ingår i släktet Psychotria och familjen måreväxter.

## Underarter
Arten delas in i följande underarter:
- P. n. astephana
- P. n. nilgiriensis